# 埃米利奥·纳瓦
埃米利奥·纳瓦（英語：Emilio Nava；2001年12月2日—）是一位美國墨西哥裔男職業網球運動員，個人單打最高排名為303名，而雙打最高排名為464名。

## 職業生涯
纳瓦是前奧運運動員爱德华多·纳瓦和索奇特爾·埃斯科韦多之子，同時亦是網球員埃内斯托·埃斯科韦多的堂兄，他的哥哥爱德华多·纳瓦曾在威克森林大学打網球。
2019年墨西哥公开赛，纳瓦獲得外卡進入男子會內賽，他在首輪輸給麥肯齊·麥克唐納。
2021年迈阿密公开赛，他成功在資格賽晉級至會內賽，是他首次參加大師賽，但在首輪輸給洛依德·哈里斯。2021年美国网球公开赛，他亦獲得外卡參加會內輪，同樣在第一輪便輸給洛伦佐·穆塞蒂出局。

## 青年組大滿貫決賽

### 單打：2 （2亞）
| 賽果 | 年份 | 賽事 | 地面 | 對手            | 比分                 |
| ---- | ---- | ---- | ---- | --------------- | -------------------- |
| 負   | 2019 | 澳網 | 硬地 | 洛伦佐·穆塞蒂   | 6–4, 2–6, 6–7(12–14) |
| 負   | 2019 | 美網 | 硬地 | 约纳什·福赖特克 | 7–6(7–4), 0–6, 2–6   |

## 青年組大滿貫決賽

### 雙打：2 （2亞）
| 賽果 | 年份 | 賽事 | 地面 | 拍擋            | 對手                                | 比分             |
| ---- | ---- | ---- | ---- | --------------- | ----------------------------------- | ---------------- |
| 負   | 2018 | 美網 | 硬地 | 阿克塞尔·內夫韋 | 阿德里安·安德烈耶夫 安东·马图谢维奇 | 2–6, 6–2, [8–10] |
| 負   | 2019 | 澳網 | 硬地 | 坎农·金斯利     | 达利博尔·斯夫尔奇纳 约纳什·福赖特克 | 6–7(5–7), 4–6    |

## 外部連結
- 埃米利奥·纳瓦（英文/西班牙文）的官方資料